# Хјум (Мисури)
Хјум (енгл. Hume) град је у америчкој савезној држави Мисури.

## Демографија
По попису из 2010. године број становника је 336, што је 1 (-0,3%) становника мање него 2000. године.
| Група             | 2000.       | 2010.       |
| Белци             | 309 (91,7%) | 312 (92,9%) |
| Афроамериканци    | 0 (0,0%)    | 1 (0,3%)    |
| Азијати           | 1 (0,3%)    | 3 (0,9%)    |
| Хиспаноамериканци | 8 (2,4%)    | 15 (4,5%)   |
| Укупно            | 337         | 336         |